# Rio Chiezdul
O Rio Chiezdul é um rio da Romênia, afluente do Someşul Mic, localizado no distrito de Cluj.